# Maraş-dondurma
A Maraş-dondurma (törökül: Maraş dondurması) Törökország Kahramanmaraş településéről származó fagylalt, melyet salep és masztix (a Pistacia lentiscus gyantája) hozzáadásával készítenek. A salepnek köszönhetően a fagylalt jellegzetesen nyúlóssá válik, nehezebben olvad. Textúrája miatt nem csak tölcsérben szolgálható fel, hanem tányéron is, ahol késsel, villával lehet fogyasztani. Nem csak Törökországban népszerű, ma már a világ sok táján árusítják.

## Jellemzői
A Maraş-fagylalt Kahramanmaraş környékéről származik, mintegy 150 éves hagyomány alapján készítik, jobbára kecsketejből. A fagylalt nyúlósságát a salep adja, amely a kosbor több fajtájából, főképp füles kosbor és vitézkosbor gumójából őrölt liszt. A kosbor gumójában a poliszacharidok közé tartozó glükomannán található, mely folyadékba kerülve összesűrűsödik. A Maraş-dondurmát legalább 20 percen át nyújtják és döngölik, melynek segítségével alakul ki a jellegzetes nyúlós állaga.
A fagylaltot látványos módon szolgálják fel a vevőknek: a fagylaltárus többször is játékosan elhúzza a kinyújtott fagylalttal együtt a tölcsért, mikor a vevő kézbe akarná venni a terméket. A fagylaltot gyakran pisztáciatöredékbe forgatják.
A fagylalt népszerűsége miatt a kosborfajták veszélyeztetetté váltak Törökországban.